# Tephritis daedala
Tephritis daedala är en tvåvingeart som beskrevs av Hardy 1964. Tephritis daedala ingår i släktet Tephritis och familjen borrflugor.
Artens utbredningsområde är Nepal. Inga underarter finns listade i Catalogue of Life.